# 신칸센 200계 전동차
신칸센 200계 전동차(일본어: 新幹線200系電車)는 일본국철(현 JR)이 설계·제조한 신칸센 차량이다. 국철 분할 민영화 후에는 동일본 여객철도(JR 동일본)이 보유하고 있다.

## 개요
1982년의 도호쿠 신칸센 및 조에쓰 신칸센의 개업에 맞추어 1980년에 등장했다. 100계보다 먼저 데뷔했음에도 불구하고 계열·형식 번호가 큰 것은, 등장 당시 도호쿠·조에쓰 신칸센 계통의 차량은 백의 자리의 숫자가 짝수, 토카이도·산요신칸센 계통의 차량은 백의 자리의 숫자가 홀수가 되도록 번호를 부여했기 때문이다.
선두 차량은 0계를 닮은 형태와 100계를 닮은 두 종류의 전면 형상이 있으며, 후자는 200·2000번대로서 구별하는 경우도 있다. 200번대는 225 혹은 226형 중간차로부터의 개조차량이고, 2000번대는 신조(新造)차량이다.
차체 도장은, 엷은 황색을 베이스로 창문 테두리에 녹색의 띠를 배치했다. 이 색채는, 한랭지를 달리므로 눈을 뚫고 나오는 새싹의 이미지를 형상화한 것이라고 여겨지고 있다. 등장 당시에는 '초록의 질풍(하야테)'이라고 하는 애칭이 있었으나, 조에쓰 신칸센 개통 당시부터 조에쓰 신칸센에서는 '토키', 도호쿠 신칸센에서는 '야마비코'라는 애칭으로 변경되었다. 참고로, 토키는 일본어로 따오기라는 뜻으로, 조에쓰 신칸센 장거리 쾌속특급 열차애칭이다.
디자인은 0계를 베이스로 하고 있지만 차체 하부까지 일체인 바디 마운트 구조를 채택, 기기를 차체 내부에 배치하여 내설·내한성을 향상시켰다. 다만, 이 구조를 0계와 같이 마일드스틸제 차체로 할 경우 중량이 크게 늘어나기 때문에 알루미늄 합금제가 되었다. 주회로 제어에는 사이리스터 연속 위상제어를 채용하여, 0계의 탭 변환 제어보다 진보했다고 할 수 있다. 그러므로 겉보기에 0계같이 보이지만, 0계랑 오해하면 안 된다.
본계열에서는, 일본의 철도 차량으로서는 처음으로 운전대에 디스플레이에 의한 모니터 지원 장치를 장비했다. 9.6kbps의 FSK(Frequency Shift Keying)모뎀 전송을 통해, 5행 정도의 도트에 의한 카타카나·알파벳·숫자만을 표시한다. 리뉴얼된 차량은 삼성전자나 도시바의 LCD 디스플레이에 의한 모니터 지원 장비로 교체, 22.9kbps의 486모뎀 전송을 통해 최대 25행 정도의 도트에 의한 컬러, 히라가나, 한자, 카타가나, 영어와 숫자, 사진을 지원한다.
JR 이행 후에는, K편성과 100계에 준하는 2층 차량도 신조되었다.

## 편성의 종류
2007년 5월 기준으로, K편성(10량 편성)중, 연명 개조(리뉴얼)가 실시된 편성만이 조에쓰 신칸센의 '토키', '타니가와'로서 운용되고 있다. 각각의 개요는 이하와 같다.

### E 편성
- 12량 편성, 0계 타입의 전면(前面) 형상. 도호쿠·조에쓰 신칸센 개업 당시의 편성. 210km/h 주행 대응.
- 1993년에 F편성화 개조 또는 G편성으로의 재편성 밑 K편성으로의 개조로 사라졌다.

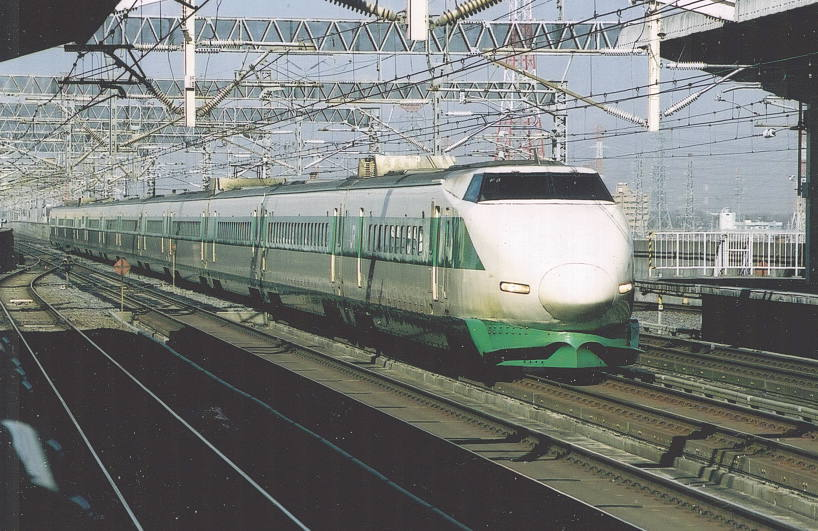
200계 F편성(오야마역에서 촬영)

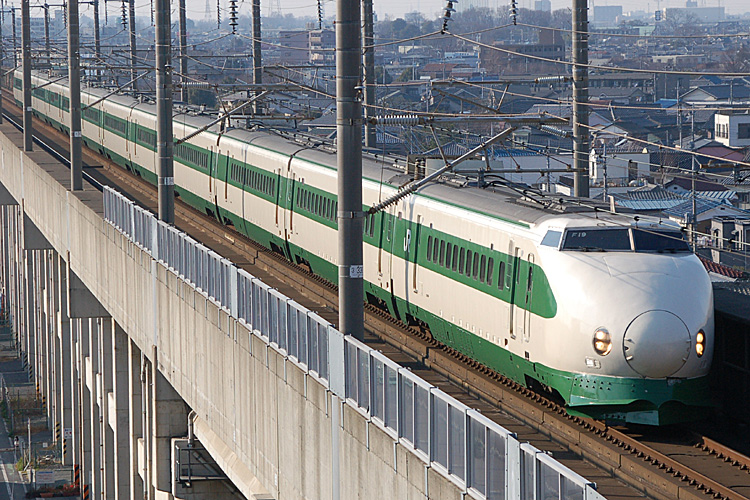
F19편성(2006년 3월 4일)

### F 편성
- 12량 편성, 0계 타입의 전면 형상이지만, 일부는 100계 타입이다. 240km/h 주행 대응. 30·40번대는 E편성을 240km/h 운전에 대응하도록 개조한 것이다. 1997년부터 리뉴얼로 일부 편성은 K편성에 편입되었다.
- 주로 도쿄~모리오카간 야마비코로 사용되고 있었지만, H편성과 함께 2004년 3월 13일의 운전시각표 개정으로 정기 운용이 종료되었다. 그러나, F19편성은 도쿄 - 니가타간 토키로 사용되고 있어, 정기 운용을 계속 이을 수 있었다.
- F8편성은 양 선두차가 100계 타입인 개조차량이었지만, 2005년에 폐차되어 신칸센 종합 차량 센터에서 해체되었다. 덧붙여 본편성인 100계 타입 선두차는 H편성과 달리 차체 측면의 도장에 스트라이프를 추가하지 않았다.
- 2007년까지 니가타 신칸센 차량 센터에 DS-ATC를 탑재한 F19편성이 잔존하고 있었지만, 동년 3월 25일 쓰바메산조(燕三条)에서 개최된 은퇴 기념 전시회(さよなら200系F19編成展示会)를 마지막으로 운용에서 이탈하여 동년 5월 9일 신칸센 종합차량센터에 폐차 회송되었다. 이것에 의해 F편성은 사라졌다. 폐차 후에는 선두차 1량이 일본 철도박물관에 전시될 예정이었지만, 전시차량이 K31편성의 선두차로 변경되었기 때문에 신칸센 종합차량센터에서 재활용센터로 이송되어 해체, 자동차를 만드는 데 재활용되었다.

### F 80편성
- 12량 편성, 0계 타입의 전면형상. 240km/h 주행 대응. F17편성을 개조하여 탄생했다.
- 1998년 2월 나가노 올림픽 임시 수송용으로, 나가노 신칸센 노선연장을 위하여 발전제동 용량을 증대시켰으며 전원주파수 50Hz/60Hz 변환장치를 탑재했다. 시각표에는 '200계 차량으로 운전'이라고 하는 주석이 있었다.
- 2004년 6월 18일부로 폐차 되어, 200계에 의한 나가노 신칸센 노선연장 가능 차량은 사라졌다.

### F 90편성
- 12량 편성, 0계 타입의 전면 형상. 조에쓰 신칸센 하행 조모코겐역~우라사역간 275km/h 주행에 대응하기 위해, F편성의 일부를 개조하여 탄생했다. 트랜스폰더를 탑재하였으며, 선두차의 팬터그래프를 철거했다. F90~F93까지 4편성이 재적했다.
- 1997년 3월 500계가 최고 300km/h로의 영업 운전을 개시할 때까지, 일본의 영업 열차로서는 가장 빠른 속도로 운전을 실시하고 있었다.
- 2002년 F90, 92 편성이 폐차되었으며, 남은 F91,93 편성도 2004년 폐차되었다.

### G 편성
- 등장 당시는 10량 편성이었지만, 후에 8량 편성으로 단축되었다. 0계 타입의 전면 형상.
- G20번대(니가타 배치)는 보통,1등차·뷔페, G40번대(센다이 배치)는 전실 1등차·뷔페(다만 비영업). 이외 G10번대(니가타 배치), G30번대(센다이 배치)는 전실 1등차에다 뷔페가 없었다.
- 덧붙여 예외는 G45편성(니가타 배치)으로, 한때 1등차가 없었다.
- 최고속도가 210km/h이었기 때문에, 이 그룹부터 폐차가 시작되어 2000년에 전폐(全廢)되었다.

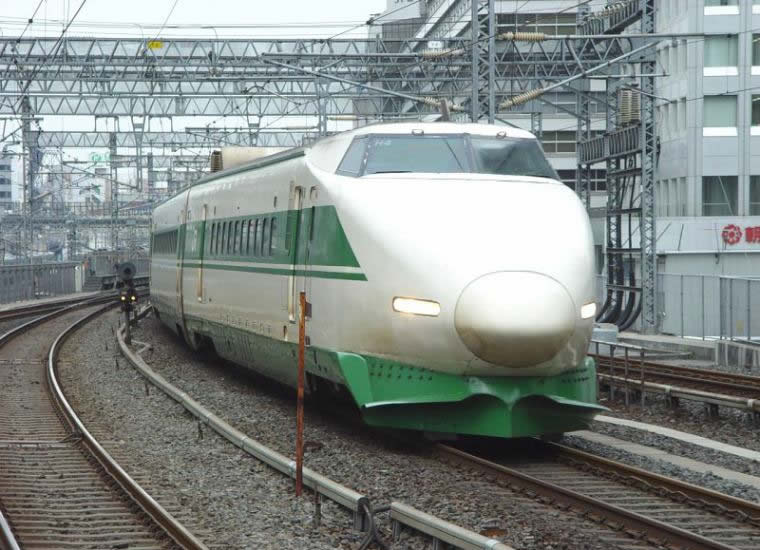
200계 H편성(도쿄역에서 촬영)

### H 편성
- 등장 당시에는 2층 차량 편입으로 13량 편성이었으며, 나중에 더 추가되어 16량 편성이 되었지만, 후에 12량 편성으로 단축되었다. 100계 타입의 전면 형상으로, 등장 당시는 다른 편성과 같았다. 245km/h 주행 대응. 도호쿠 신칸센의 역사상 유일한 관통 16량 편성이었다. 조에쓰 신칸센에는 노선연장을 할 수 없었다.
- 2층 차량에는 그린석 및 개인실을 연결하고 있었다. 또, 카페테리아를 연결하였으며 '트레인 맛사지'를 영업하는 열차도 있었다.
- 속달 야마비코를 중심으로 사용되었지만, F편성과 함께 2004년 3월 13일의 운전시각표 개정으로 정기 운용을 종료했다. 그 후, 2층 차량을 포함한 중간차 8량이 폐차되어, 2층 차량인 248형과 249형이 사라졌으며, 일부 차량은 1등차를 연결하지 않은 단층 구조 12량 편성 2편성(신 H4편성·H5편성)으로 재탄생해 시각표에서 '1등차 없는 12량'으로 표기되는 열차로 운용되었지만, 이 2편성도 전자가 2005년 5월 28일부로, 후자도 동년 8월 28일부로 각각 폐차되어 H편성은 소멸되었다.

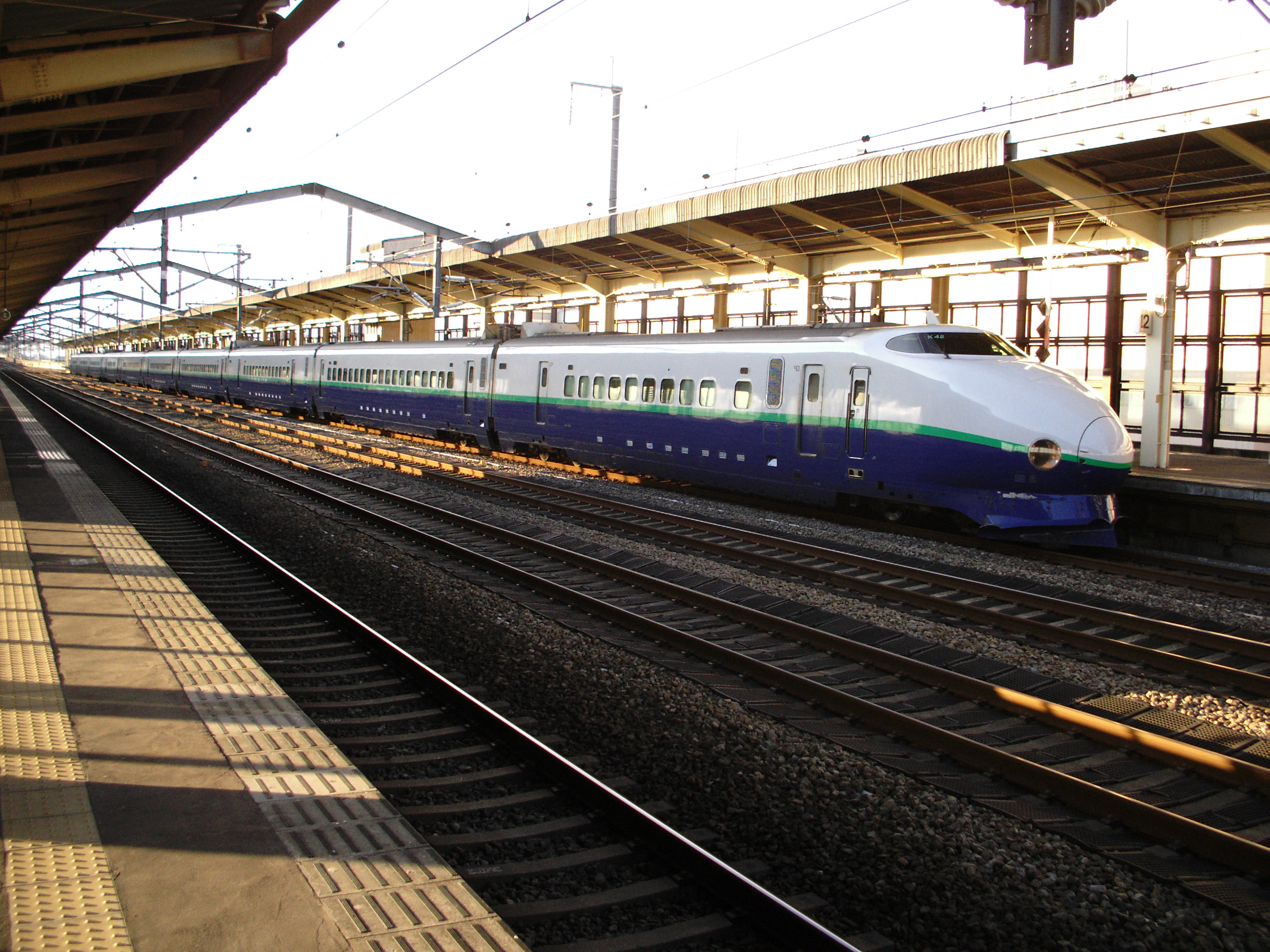
신칸센 200계 K편성 리뉴얼차량(2007년 1월 7일, 쿠마가야역에서 촬영)

### K 편성
- 10량 편성, 0계 타입의 전면 형상. 240km/h 주행 대응.JR동일본이 만든 최초 편성. 1992년 400계의 등장으로 탄생하였으며 400계 및 E4계 병결용 연결기 및 자동해방장치를 탑재하였다. 2008년 9월 현재 유일하게 잔존하는 200계 편성이다. 자동해방장치 등은 도호쿠 신칸센에서는 400계가 E4계랑만 병결할 수 있도록 하는 다이어 개정 때문에 2001년 7월부터, 조에쓰 신칸센에서는 2004년 3월 13일의 운전시각표 개정으로 K편성에 의한 연결 운용이 없어졌기 때문에 현재는 사용하고 있지 않다. 그 전까지는, 일부 K편성 차량이 Max 아사마의 4개 편성과 같이 병결하여 다카사키까지 운행하였다. 덧붙여 일부 편성은 리뉴얼 (연명 개조) 대상이 되었다. 또, 선두차들 중 일부는 E편성에서 넘어와 자동해방장치를 장착하고 240km로 개조시킨 뒤 나중에 리뉴얼된 차량이었다.
- 끝까지 오리지널 도장이었던 K30·K31 편성 중, 전자가 2004년 6월까지 폐차, 후자도 동시기에 폐차될 예정이었지만, 태풍, 황사(심할 때), 지진, 화산(아사마 화산이 조에쓰 신칸센 부근에 있다.) 재해시의 임시 운용으로 F19편성이나 다른 K편성과 함께 충당하였고, 탈선사고로 사용이 불가능해진 K25편성의 대역으로서 200계 한 편성이 E4계 P14편성이 조에쓰 신칸센으로 넘어올 때까지 사용되었다. 야마가타 신칸센 개업시부터 아키타 신칸센 개업까지는 8량 편성이었지만, 10량화시에 편성 번호가 K1~K19가 K21~K39로 변경되어 F편성 편입분으로 12량 편성에서 2량을 뺀 10량 편성에는 K41~K51까지의 번호가 부여되었다. 그러나, F19편성이 끝까지 오리지널 도색을 유지하다 2007년에 폐차되면서, 최후의 오리지널 도색 차량은 F19편성이 되었다.
- 2007년 5월 9일 K47편성이 오리지널 도장으로 복원되어 운행했다. 전면의 창문, 행선지 표시, 차내는 그대로 있다.

이 편성을 사용하여 2007년 6월 23일 도호쿠 신칸센 개업 25주년 기념열차 '야마비코 931호'가 오미야부터 모리오카까지 운전되었다.
- 리뉴얼 차량들은 2013년에 퇴역 후 폐차되었다.[2][3][4]

## 배차차량의 탈선
2004년 10월 23일 17시 56분경에 발생한 니가타현 나카고에 지진에 의해, 도쿄 발 니가타 행 '토키 325호'(200계 K25편성·10량 리뉴얼 편성)이 시속 약 200 km로 주행중, 나가오카역을 약 5km 앞둔 다키타니 터널 근처에서 10량 중 8량이 탈선했다. 이 사고로 K25편성은 영구 결번이 되고, 도호쿠 신칸센 max 야비마코 출신 E4계가 'max 토키 325호'로 8량 편성으로 운행하기 시작하였다. 다행히 200계는 60t 정도의 무거운 차량이였으므로,승객들은 중경상 없이 대부분 경상을 입었다. 이는 신칸센의 안전성이 얼마나 뛰어난지 알 수 있으며 (실제로 독일 ICE는 내륙에 있음으로 탈선 대비 장치가 전혀 안 되어 있으며, 이는 에세데 참사에서 많은 사람들이 중상을 입은 원인이다.) 승객들은 교행하던 하던 다른 200계에 의해 구조되었다. 이에 JR동일본 사장은 지진의 심각성을 깨닫고 신칸센의 내진 설계를 보완하겠다고 발표하였다.

## 객차 구성

### E 편성[5]
| 호차 | 1   | 2   | 3   | 4   | 5       | 6   | 7   | 8   | 9   | 10  | 11  | 12  |
| ---- | --- | --- | --- | --- | ------- | --- | --- | --- | --- | --- | --- | --- |
| 명칭 | Mc  | M'  | M   | M'  | Mk      | M'  | Ms  | M'  | MB  | M'  | M   | M'c |
| 번호 | 221 | 226 | 225 | 226 | 225-400 | 226 | 215 | 226 | 237 | 226 | 225 | 222 |

### F 편성[6]
12량 편성
| 호차 | 1   | 2   | 3   | 4   | 5       | 6   | 7   | 8   | 9   | 10  | 11  | 12  |
| ---- | --- | --- | --- | --- | ------- | --- | --- | --- | --- | --- | --- | --- |
| 명칭 | Mc  | M'  | M   | M'  | Mk      | M'  | M   | M'  | MB  | M'  | MS  | M'c |
| 번호 | 221 | 226 | 225 | 226 | 225-400 | 226 | 225 | 226 | 237 | 226 | 215 | 222 |

F80 편성
- 해당 열차는 나가노 신칸센에서 운행했다.[7]

| 호차 | 1        | 2        | 3        | 4        | 5        | 6        | 7        | 8        | 9        | 10       | 11       | 12       |
| ---- | -------- | -------- | -------- | -------- | -------- | -------- | -------- | -------- | -------- | -------- | -------- | -------- |
| 명칭 | Mc       | M'       | M        | M'       | Mk       | M'       | M        | M'       | MB       | M'       | MS       | M'c      |
| 번호 | 221-1514 | 226-1081 | 225-1033 | 226-1082 | 225-1417 | 226-1083 | 225-1034 | 226-1084 | 237-1017 | 226-1085 | 215-1017 | 222-1514 |

### G 편성
10량 편성
| 호차 | 1   | 2   | 5       | 6   | 7   | 8   | 9   | 10  | 11  | 12  |
| ---- | --- | --- | ------- | --- | --- | --- | --- | --- | --- | --- |
| 명칭 | Mc  | M'  | M4      | M'  | Ms  | M'  | MB  | M'  | M   | M'c |
| 번호 | 221 | 226 | 225-400 | 226 | 215 | 226 | 237 | 226 | 225 | 222 |

8량 편성
| 호차 | 1   | 2   | 3       | 4   | 5       | 6   | 7   | 8   |
| ---- | --- | --- | ------- | --- | ------- | --- | --- | --- |
| 명칭 | Mc  | M'  | M4      | M'  | Mhs     | M'  | MB  | M'c |
| 번호 | 221 | 226 | 225-400 | 226 | 215-300 | 226 | 237 | 222 |

### H 편성[5][8]
13량 편성
| 호차 | 1   | 2   | 3   | 4   | 5       | 6   | 7   | 8   | 9   | 10  | 11  | 12  | 13  |
| ---- | --- | --- | --- | --- | ------- | --- | --- | --- | --- | --- | --- | --- | --- |
| 명칭 | Mc  | M'  | M   | M'  | Mk      | M'  | TsD | Ms  | M'  | MB  | M'  | M   | M'c |
| 번호 | 221 | 226 | 225 | 226 | 225-400 | 226 | 249 | 215 | 226 | 237 | 226 | 225 | 222 |

16량 편성
| 호차 | 1       | 2       | 3   | 4       | 5   | 6   | 7       | 8       | 9    | 10  | 11      | 12      | 13      | 14      | 15  | 16      |
| ---- | ------- | ------- | --- | ------- | --- | --- | ------- | ------- | ---- | --- | ------- | ------- | ------- | ------- | --- | ------- |
| 명칭 | Mc      | M'      | M   | M'      | M   | M'  | Mk      | M'      | T'sD | TsD | MCON    | M'      | M       | M'      | M   | M'c     |
| 번호 | 221-200 | 226-100 | 225 | 226-100 | 225 | 226 | 225-400 | 226-100 | 249  | 248 | 225-100 | 226-100 | 225-200 | 226-100 | 225 | 222-200 |
| 좌석 | 50      | 95      | 80  | 95      | 80  | 95  | 70      | 95      | 67   | 40  | 70      | 95      | 68      | 95      | 80  | 55      |

12량 편성
| 호차 | 1       | 2       | 3   | 4       | 5       | 6       | 7   | 8       | 9       | 10      | 11      | 12      |
| ---- | ------- | ------- | --- | ------- | ------- | ------- | --- | ------- | ------- | ------- | ------- | ------- |
| 명칭 | Mc      | M'      | M   | M'      | Mk      | M'      | M   | M'      | M       | M'      | Mcon    | M'c     |
| 번호 | 221-200 | 226-100 | 225 | 226-100 | 225-400 | 226-100 | 225 | 226-100 | 225-200 | 226-100 | 225-100 | 222-200 |

### K 편성[9]
| 호차 | 1   | 2   | 3   | 4   | 5   | 6   | 7   | 8   | 9   | 10  |
| ---- | --- | --- | --- | --- | --- | --- | --- | --- | --- | --- |
| 명칭 | Mc  | M'  | M   | M'  | M   | M'  | Mpk | M'  | Ms  | M'c |
| 번호 | 221 | 226 | 225 | 226 | 225 | 226 | 225 | 226 | 215 | 222 |

## 보존 및 전시 차량

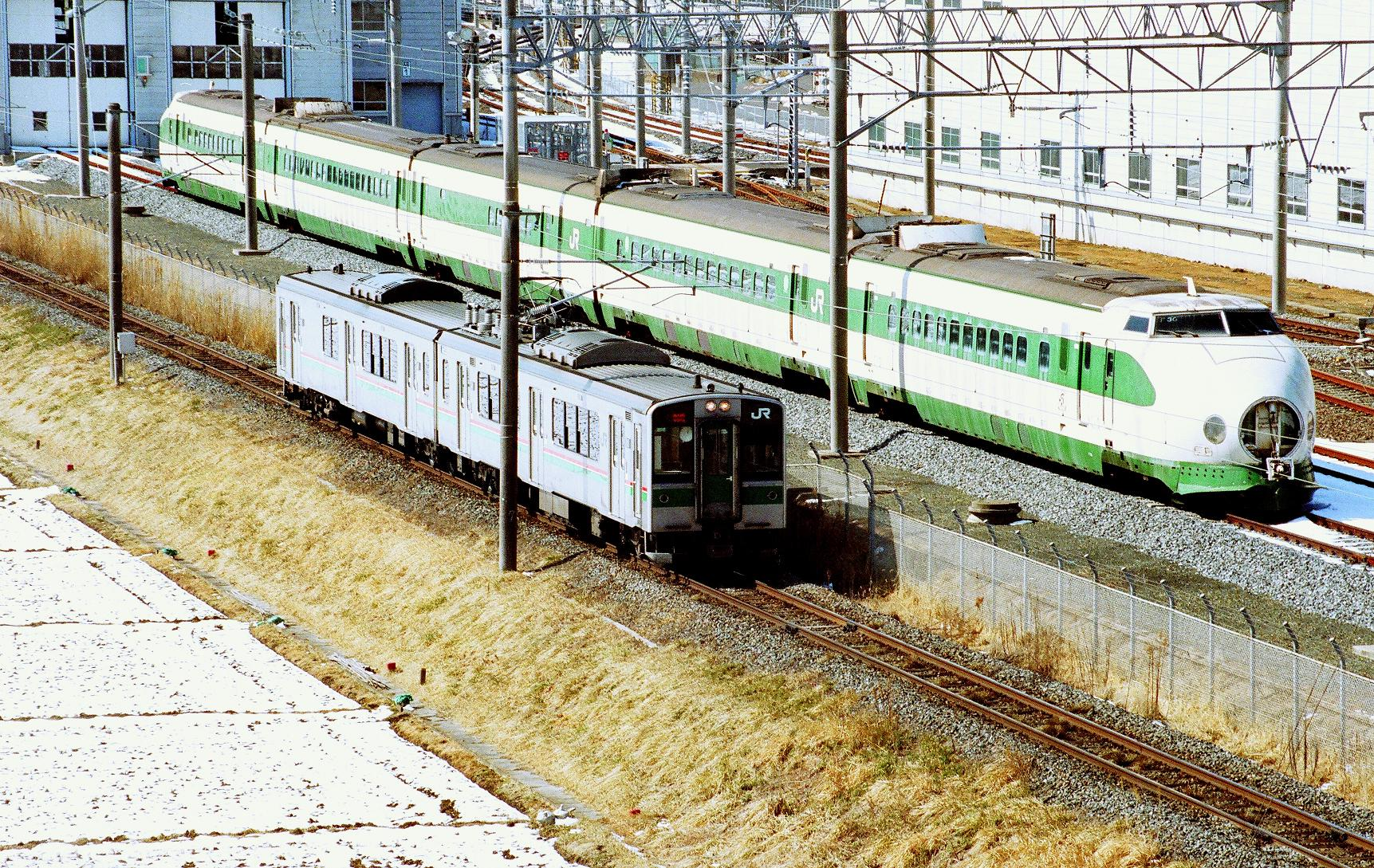
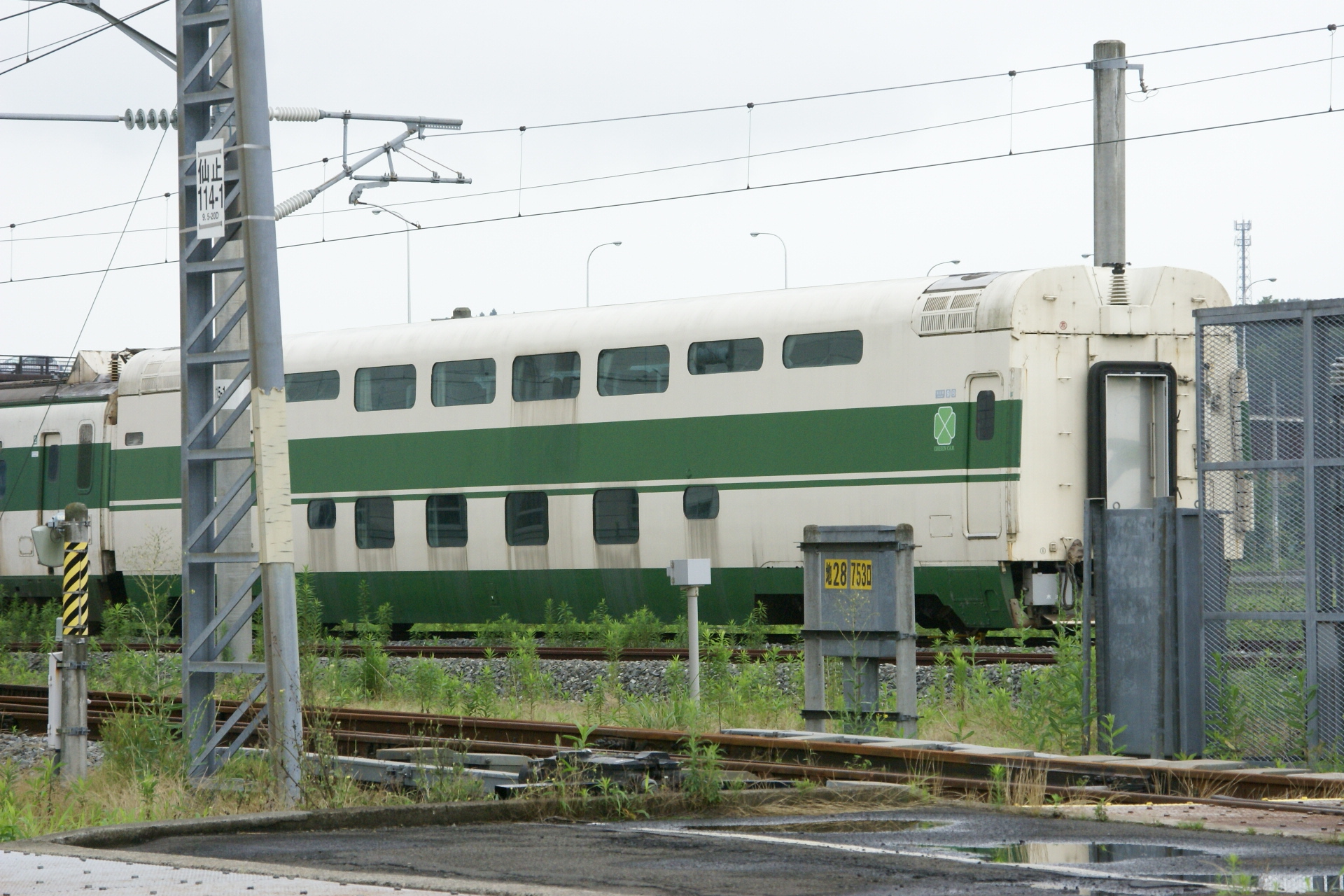
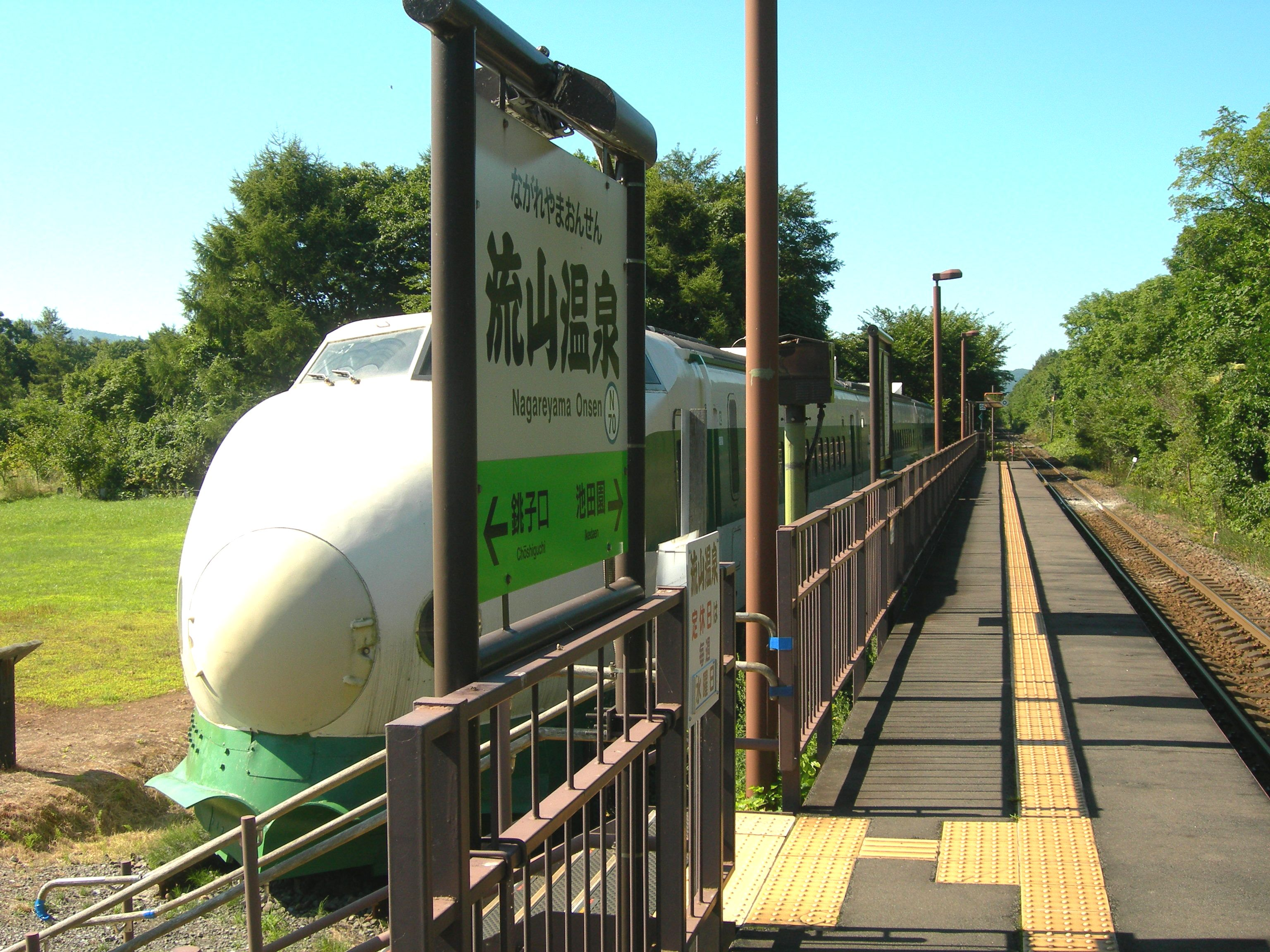
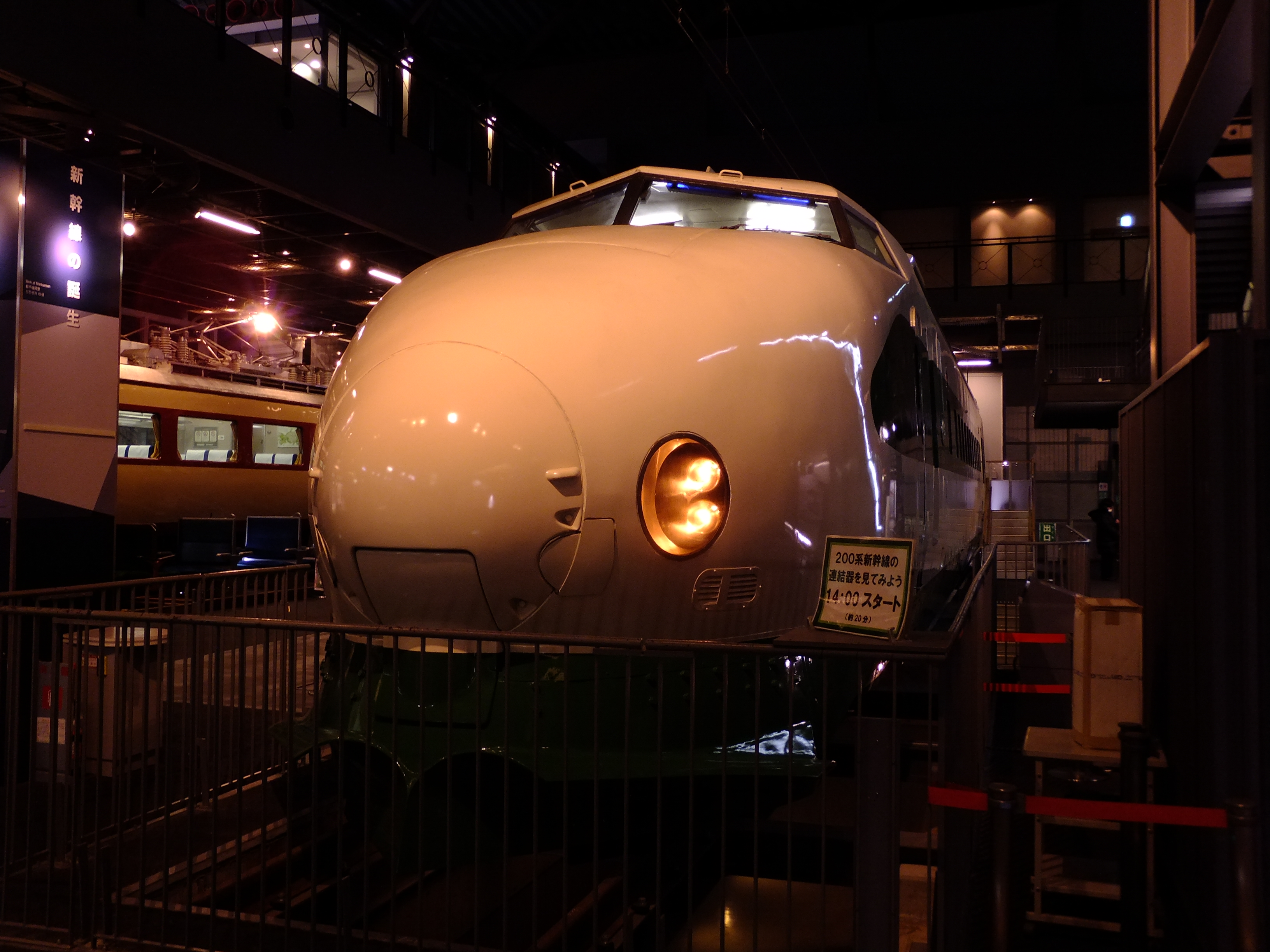
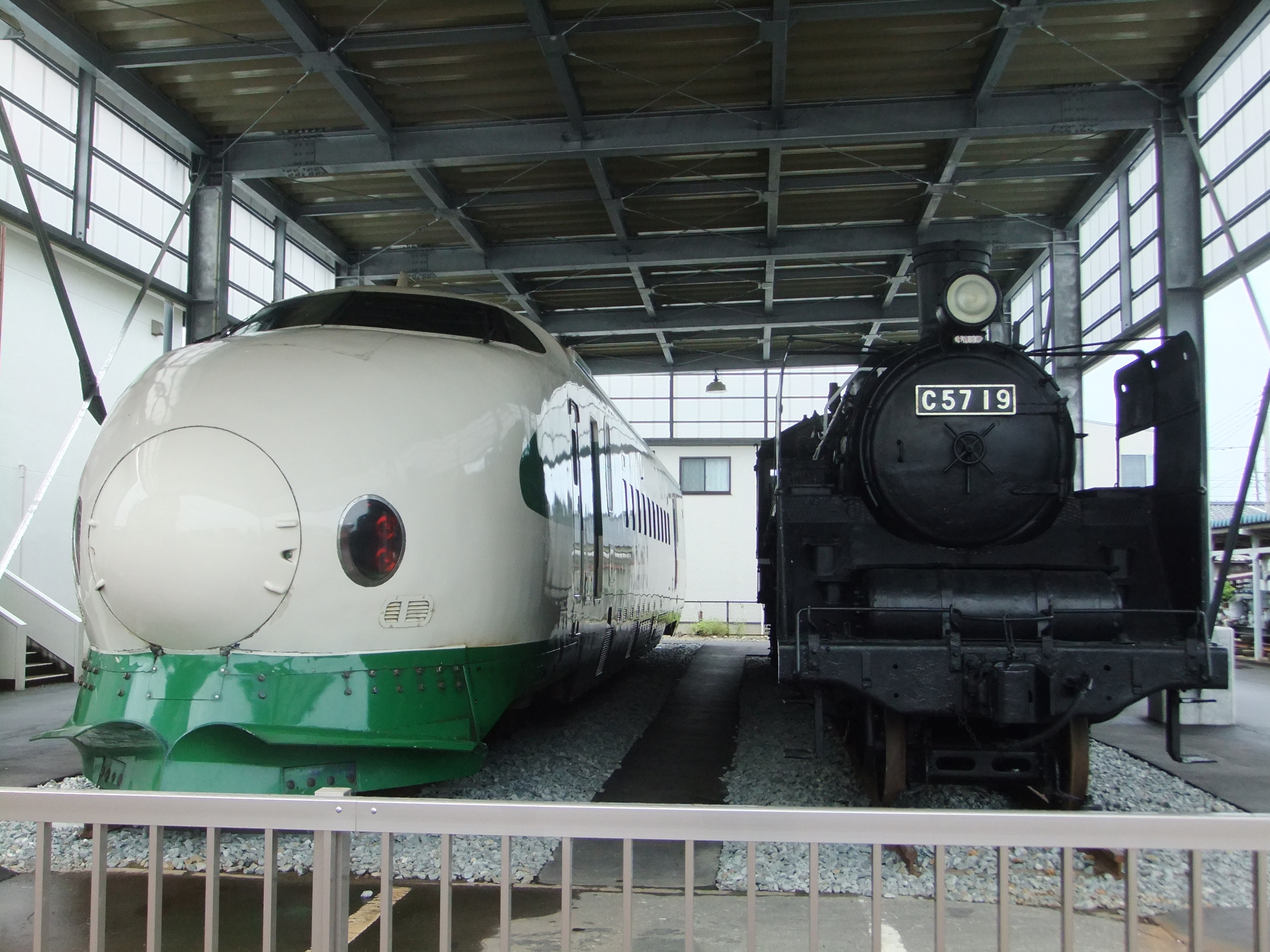

- 221-1, 237-1(E1편성 → F30편성)
신칸센 종합 차량 센터에 보존중이다.[10]
- 215-1, 222-1, 226-1, 249-5(E1편성, F30편성, H5편성)
신칸센 종합 차량 센터에 보존했다가[10] 2010년에 해체되었다.
- 215-15, 221-15, 237-15(E15편성 → F37편성) 하코다테 본선 나가레야마 온천역에 유치 되었다가[10] 2013년에 해체되었다.[11]
- 222-35 (K31편성)
사이타마현 사이타마시에 위치한[10] 철도박물관에 보존되었다.[10]
- 221-1510 (F13편성 → K47편성)
2013년 6월 22일부터 니가타 니쓰 철도박물관에 전시를 시작했다.